# Amy Smart
Amy Smart (* 26. března 1976, Topanga) je americká modelka a herečka.
Účinkovala ve filmech Interstate 60, Rande s celebritou, Hvězdná pěchota, Zastav a nepřežiješ 2 – Vysoké napětí a mnoho dalších.
Jejím manželem je od roku 2011 Carter Oosterhouse, mají dceru Floru Oosterhouse.